# Aloys Senefelder
Aloys Senefelder (født 6. november 1771 i Prag, død 26. februar 1834 i München) var litografiens opfinder.
Senefelder var i nogle år medlem af omrejsende skuespillerselskaber og skrev samtidig dramatiske arbejder, der vandt bifald. Da det imidlertid faldt ham vanskeligt at få sine dramatiske sager udgivne, fik han den tanke selv at ville være udgiver og trykker, men han manglede midler til at få et bogtrykkeri indrettet, og forsøgte derfor på forskellige måde at danne trykplader. Til sine forsøg brugte han også Solnhofen-kalksten, et materiale, der fandt rig anvendelse i bygningskunsten, navnlig ved udførelse af relieffer og tavler med indskrifter og lignende engang, da han ikke havde papir ved hånden, nedskrev ban en notits på en sådan sten med en slags fed farve, som han ellers brugte som ætsgrund, og inden han slettede notitsen ud, hældte han syre på stenen for at se, hvilken virkning syren havde på skrifttrækkene. Det viste sig, at skrifttrækkene blev stående, medens grunden omkring dem fortæredes af syren, og skrifttrækkenes relief var så højt, at han opnåede nogenlunde tydelige aftryk på papir. Det lykkedes nu Senefelder på denne måde (1796) at få trykt et hæfte noder, som bragte ham en lille fortjeneste. den bayerske kurfyrste skænkede Senefelder 100 Gylden til videre forsøg, og videnskabernes selskab i München vurderede opfindelsen til en belønning på 12 Gylden. Den litografiske kunst beror ikke alene på, at man kan frembringe en tegning i relief på Solnhofer-kalksten, men også på, at stenen lader sig behandle således, at kun de steder, hvorpå der er tegnet, kan fastholde den fede farve, der skyer vand, medens grunden omkring tegningen lader sig befugte, og derfor hindrer farven, med hvilken der trykkes, i at smitte af på pladerne. Dette lykkedes først 1798 for Senefelder, og dette år betragtes derfor som året for litografiens opfindelse. Opfindelsen nåede allerede i Senefelders levetid en vis fuldkommenhed, og 1818 udgav han en for sin tid god velledning for litografer. Den ny grafiske teknik udbredte sig ret hurtigt, men som mange andre opfindere forstod Senefelder ikke at drage fordel af den.